# Kustsnäppa

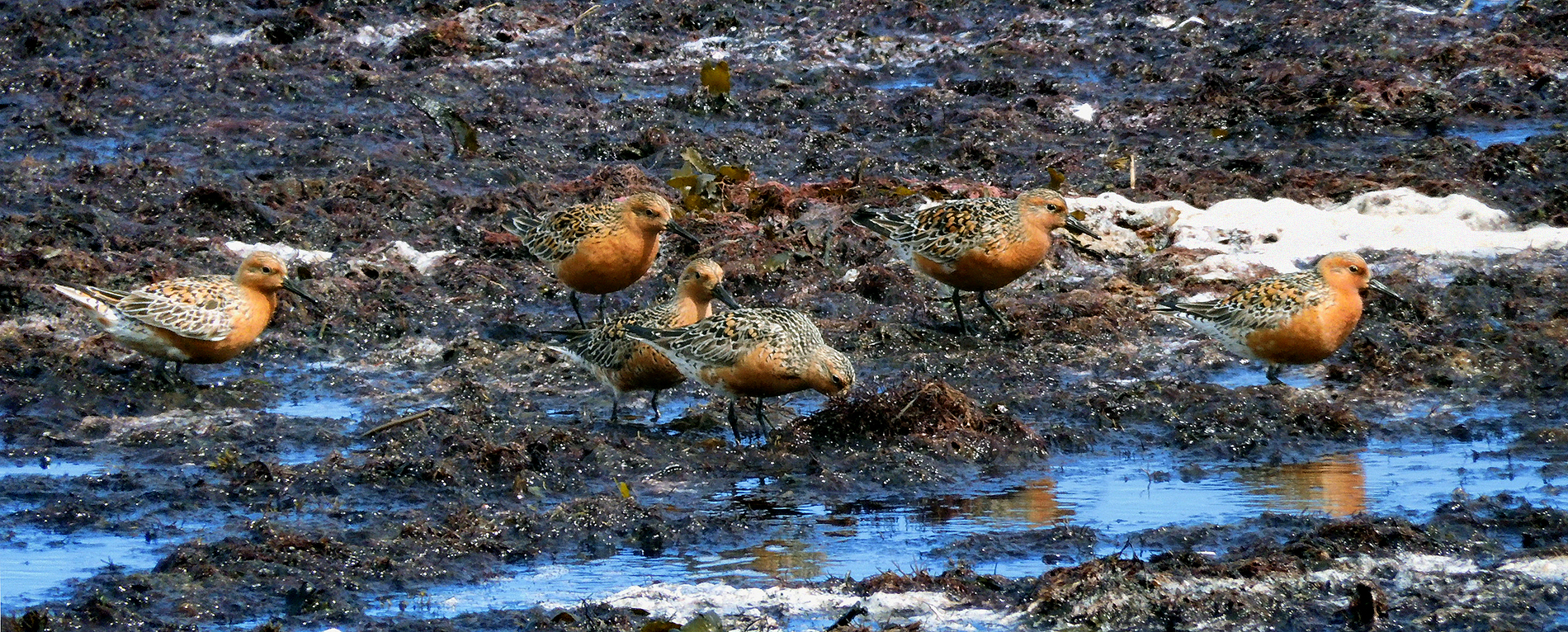
En liten flock rastar vid Engelska bryggan i Ystad.

Kustsnäppa (Calidris canutus) är en fågelart i ordningen vadarfåglar. Den är en långflyttare som häckar på högarktiska tundra i norra holarktis och övervintrar på dyiga stränder så långt söderut som till Argentina, Sydafrika och Nya Zeeland.

## Utseende och läte

### Utseende
Kustsnäppan är 23–26 centimeter lång, har ett vingspann på 47–53 centimeter och väger 100–225 gram och är därmed en av de största snäpporna inom släktet Calidris och upplevs som ganska rund och tjock. Den har korta ben och en medeltunn, kort, rak och mörk näbb.
Den adulta fågeln har i häckningsdräkt mörka ben och ryggen och täckare är vattrade i grått, orange, vitt och svart. Dess huvud, bröst och undersida är rödbruna. Hanen är mer enhetligt rödbrun än honan, som har mer ljusa partier på underkroppen. På vintern är den adulta fågeln enhetligt ljusgrå på ovansidan och har ljus undersida, vitt ögonbrynsstreck, gråfläckade bröst och kroppssidor och grågröna ben.
Den juvenila fågeln påminner om adult på vintern men har en mer beigefärgad ton på bröstet, tydligare vattrade rygg- och vingovansidor med bräm som har mörk fjällteckning innanför de ljusa fjäderspetsarna.

### Läte
Från kustsnäppan hörs nasala och mjuka "uätt-uätt" som gett arten dess engelska ljudhärmande namn Knot. Spellätet beskrivs som en serie med hesa, visslande fraser.

## Utbredning och systematik
Kustsnäppan är en långflyttare som häckar i högarktiska områden i norra Ryssland, Alaska, Kanada och på Grönland. Den övervintrar i kustområden i nord- och Sydamerika, Europa, Västafrika så långt söderut som till Sydafrika, Indiska halvön, Australien och Nya Zeeland.
Man brukar dela upp kustsnäppan i sex underarter, med följande utbredning:
- Tajmyrkustsnäppa[3] (C. c. canutus) – nominatformen häckar på Tajmyrhalvön.
- Grönlandskustsnäppa[3] (C. c. islandica) – häckar på Kanadas högarktiska tundra och på norra Grönland.
- Calidris canutus piersmai – häckar på Nysibiriska öarna och är till storleken den minsta underarten.
- Calidris canutus rogersi – häckar i östra Sibirien inklusive Tjuktjerhalvön.
- Calidris canutus roselaari – häckar på Wrangels ö och i nordvästra Alaska och är till storleken den största underarten.
- Calidris canutus rufa – häckar på Kanadas lågarktiska tundra.

Utbredning och flyttvägar för de sex underarterna av Kustsnäppa.

Grönlandskustsnäppan (C. c. islandica), som häckar på Grönland och i nordöstra Kanada, övervintrar främst vid Storbritanniens och nordvästra Europas kuster där Vadehavet är en av det viktigaste lokalerna. Tajmyrkustsnäppan (C. c. canutus), som häckar på Tajmyrhalvön, övervintrar istället främst kring Västafrikas kuster men rastar mellan juli och september också vid Vadehavet innan de flyger den sista sträckan till sina vinterlokaler. På samma sätt rastar denna underart i maj, och då mest kring kusterna av Schleswig Holstein vid Vadehavet, innan de flyger norr ut mot sina häckningslokaler.
Kustsnäppans närmaste släktingar är kolymasnäppa och bränningssnäppa. Tillsammans är de systergrupp till resten av arterna i Calidris.

### Kustsnäppan i Sverige
I Sverige befinner den sig på vår- och höstflyttningen, men det är främst på hösten som den observeras. Underarten som flyttar förbi Sverige är tajmyrkustsnäppa canutus men även mer sällsynt grönlandskustsnäppa islandica.

## Ekologi

### Biotop
Kustsnäppan häckar i högarktiska områden, ofta i inlandet, på torr, till halvfuktig tundran i närheten av vattendrag eller gölar. Den rastar och övervintrar på dyiga stränder och kan då bilda mycket stora flockar.

### Föda

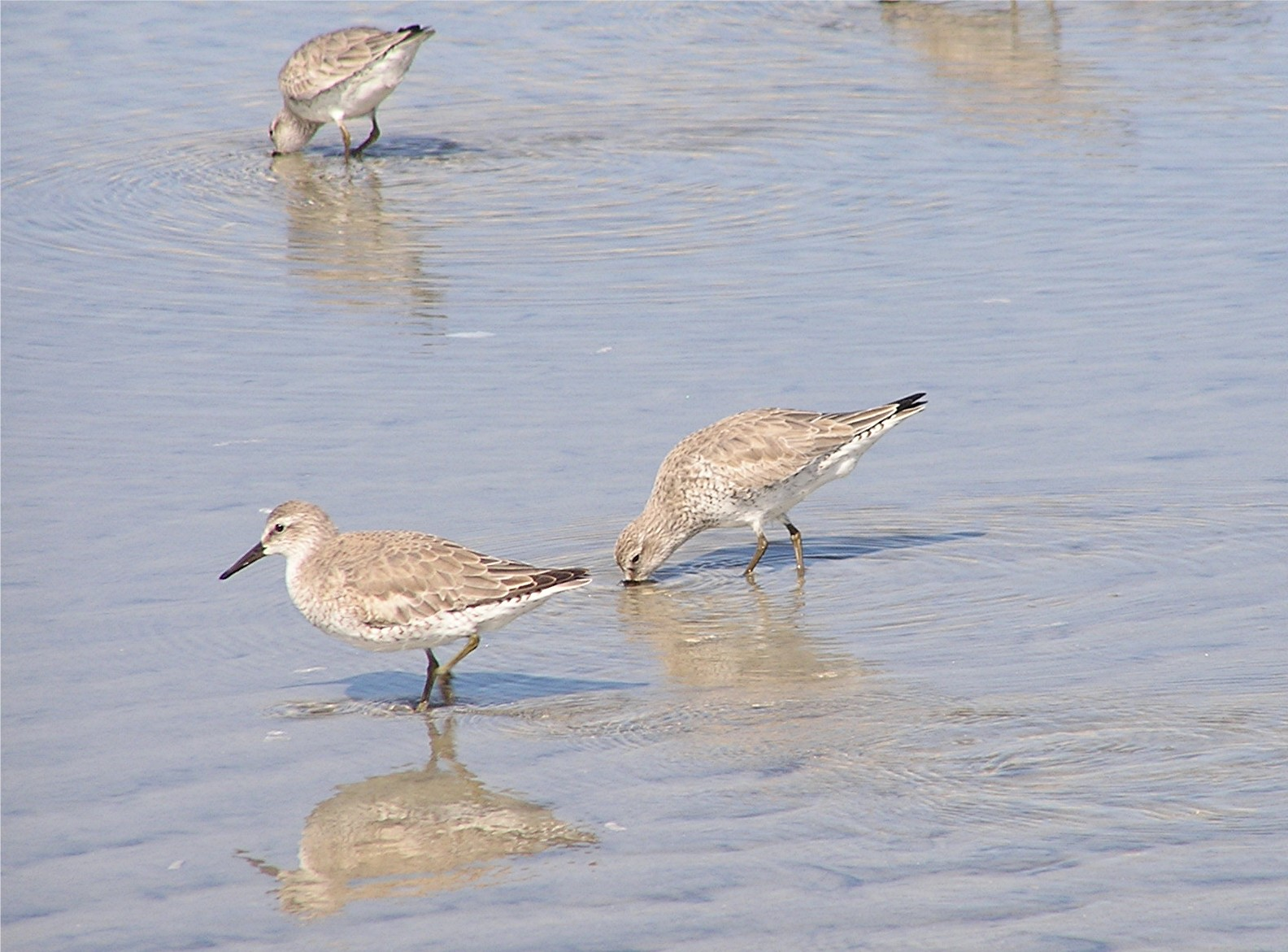
Födosökande kustsnäppor i vinterdräkt.

Under häckningstiden äter kustsnäppan mest spindlar, leddjur och larver som den plockar från marken. I vinterkvarteren och på flytten äter de en varierad kost av musslor, snäckor och små krabbor som sväljs hela, och vars hårda skal krossas i muskelmagen.
Under vintern och på flytten födosöker den på dyiga stränder med hjälp av känseln i näbben som den sticker ned i marken. En födosöksteknik som den nyttjar är att bara sticka ned näbben ytligt i gyttjan samtidigt som den scannar av stranden. Vid ebb tenderar de att plocka föda direkt från ytan och i riktigt mjuk dy kan den "ploga", med näbben nedstucken på ungefär en centimeters djup. Vid Europeiska kuster utgörs deras favoritföda av musslor av släktet Macoma, som de sväljer hela och krossar med sin muskelmage. I Delawarebukten äter de stora mängder ägg av dolksvans som lägger rom precis när arten anländer i mitten av sommaren. Som många andra vadare har den på näbben en ansamling med nervändar, den så kallade Herbsts korpuskel, vilket är en struktur som hjälper fågeln att upptäcka sitt byte i våt sand genom att den känner av den allra minsta tryckförändring. Till skillnad från många andra fåglar som förlitar sig på känsel för födosök så har kustsnäppan inte ett vidvinkligt synfält (vilket ger ett nästan 360-gradigt synfält), eftersom den under den korta häckningssäsongen byter till en visuell födosöksteknik då den letar efter rörliga icke dolda byten som den plockar med näbben. Även på flytten och vintertid förekommer det att den med näbben plockar viss föda direkt från ytan, som exempelvis dolksvansrom.

### Häckning
Kustsnäppan är revirhävdande och monogam, i varje fall under en häckningssäsong, eftersom det är okänt om paren håller ihop under flera säsonger. Hanar och honor har i en studie i Ryssland uppvisat filopatri, det vill säga att de är trogna sin häckningslokal från år till år, men det är oklart om de även är trogna sitt revir. Hanarna anländer häckningsområdet tidigare än honorna om våren, och börjar försvara reviret, genom uppvisningsbeteende och aggressiva attacker gentemot andra hanar som kommer för nära.

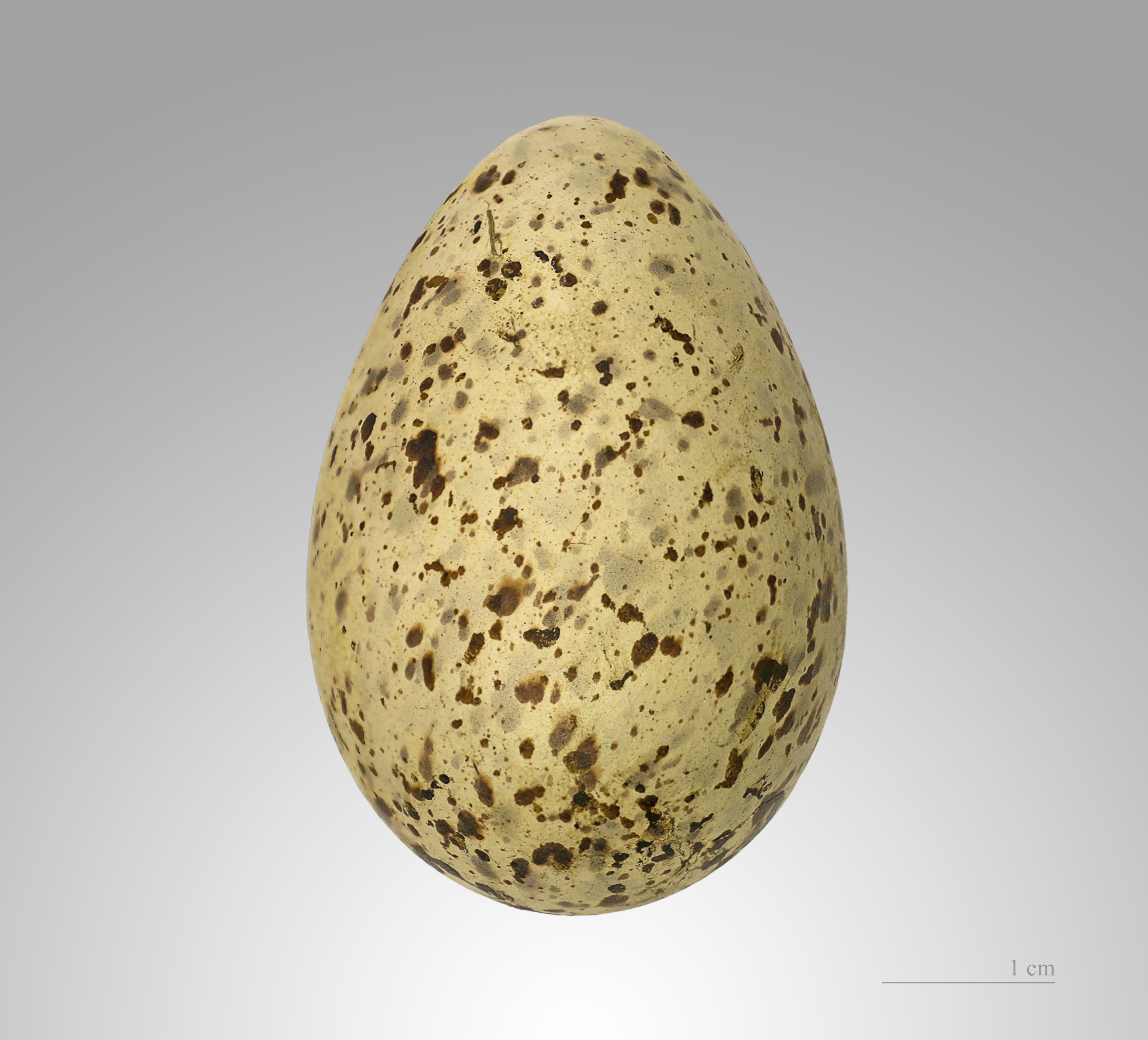
Kustsnäppans ägg.

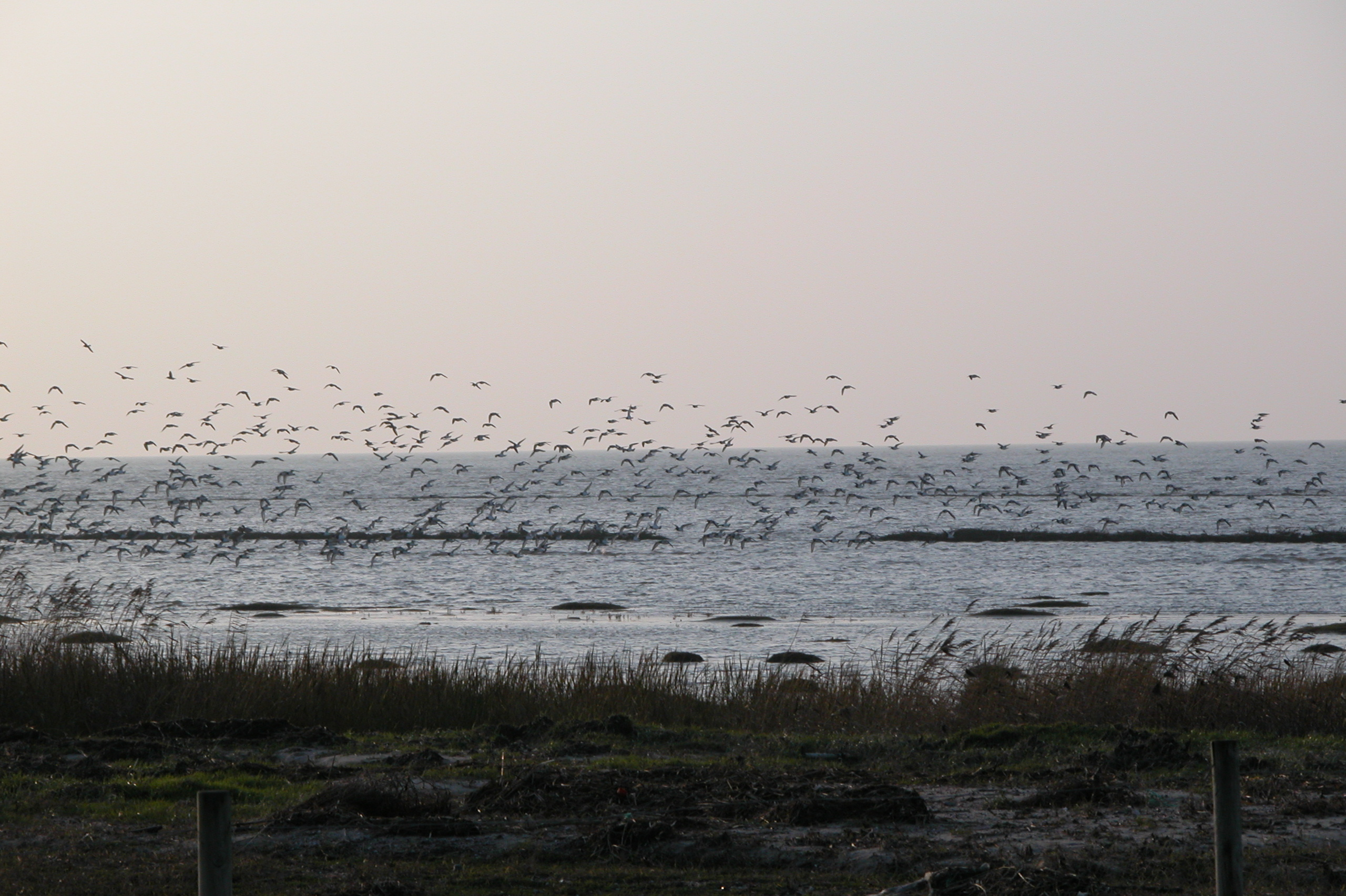
Vadehavet är en viktig övervintringslokal för många vadare, däribland kustsnäppan.

Kustsnäppan placerar sitt bo direkt på marken‚ i närheten av vatten, vanligtvis på inlandslokaler. Boet är en grund uppskrapning som fodras med löv, lav och mossa. Hanen gör tre till fem sådana bon innan honorna anländer. Honan lägger, under sex dagar, tre till fyra ägg. De lätt glansiga äggen mäter 43 x 30 mm och är jordfärgade, vilket varierar från ljust olivfärgade till djupt gröngula. Båda föräldrarna ruvar äggen och delar lika på uppgiften. Den som inte ruvar för stunden födosöker med artfränder. De ruvar i cirka 22 dagar. I början av ruvningsperioden kan de lätt skrämmas upp från boet men senare trycker de hårt och stannar in i det längst i boet. 
Kläckningen av alla äggen sker vanligtvis samtidigt. Ungarna är borymmare och täckta med en kryptiskt tecknad dundräkt. Tillsammans med föräldrarna flyttar ungarna ifrån boet redan efter några dagar och börjar söka föda. Honan flyttar innan ungarna är flygga medan hanen stannar kvar. Efter att ungarna är flygga flyttar även hanen söderut och ungarna genomför först senare sin första flytt söderut.

## Kustsnäppan och människan

### Status och hot
Kustsnäppans värdspopulation uppskattas till mellan två och tre miljoner individer. Flera av subpopulationerna har minskat kraftigt under senare år. På grund av detta kategoriserar IUCN arten som nära hotad sedan 2015.

### Namn
Kustsnäppan har förr kallats isländsk strandvipa,  kustpytta och kustvipa.